# ألفارو أغوادو
ألفارو أغوادو (بالإسبانية: Álvaro Aguado Méndez)‏ هو لاعب كرة قدم إسباني، ولد في 1 مايو 1996 في خاين في إسبانيا. لعب مع نادي أونتينيينت.

## وصلات خارجية
- ألفارو أغوادو على موقع قاعدة بيانات كرة القدم.إي يو (الإنجليزية)
- ألفارو أغوادو على موقع Soccerway.com (الإنجليزية)